# Tiracola magusina
Tiracola magusina là một loài bướm đêm trong họ Noctuidae.